# روكا كانافيز
روكا كانافيز (بالإنجليزية: Rocca Canavese) هي بلدية تقع في مدينة تورينو الحضرية في شمال غرب إيطاليا، وتقع على بعد حوالي 30 كيلومتر (19 ميل) شمال غرب تورينو.

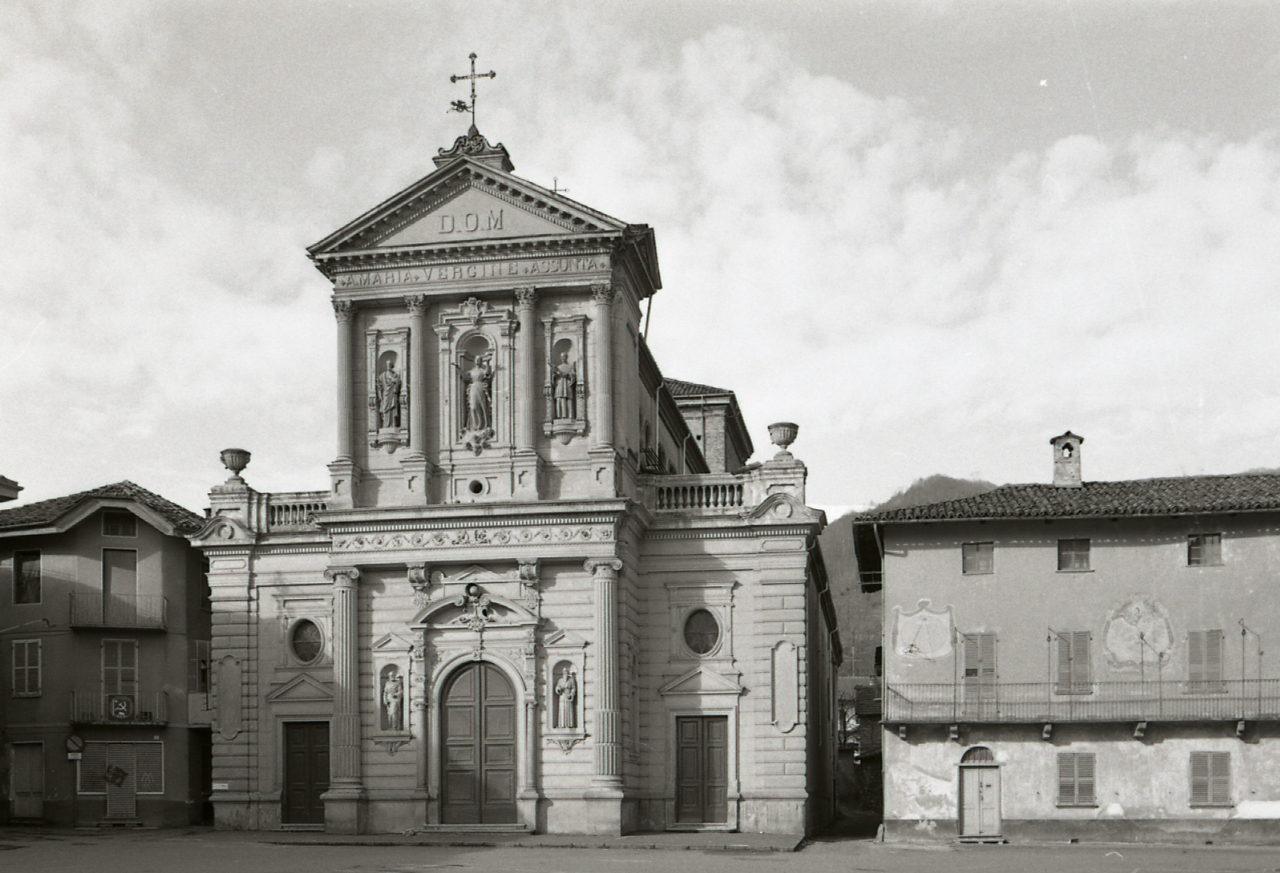
كنيسة أبرشية روكا كانافيز، تصوير باولو مونتي، 1979.